# Christiansø
Christiansø er en lille dansk ø i Østersøen 18 km nordøst for Bornholm. Det er den største af øerne i øgruppen Ertholmene og den ene af øgruppens to beboede øer. Færgeforbindelsen fra Gudhjem på Bornholm anløber Christiansø, hvorfra der udgår guidede ture.
Christiansøs areal er 0,22 km², og øen udgør hovedparten af Ertholmenes samlede areal på 0,38 km². Møllebakken på Christiansø er med sine 22 m o.h. Ertholmenes højeste punkt. Ertholmene ligger på 55° 19' nordlig bredde og 15° 11' østlig længde, og Danmarks østligste punkt er placeret på Østerskær ca. 300 m øst for Christiansø. Der var (pr. 1. januar 2020) 84 fastboende på Christiansø og Frederiksø (der opgøres ikke særskilte indbyggertal for de to øer), og Christiansø er Danmarks østligste beboede ø. Alle bygninger på øen er fredede.
Ertholmene har en særlig status i Danmark, idet de hverken er en del af en kommune eller en region, og beboerne betaler derfor ikke kommuneskat. Øgruppen ejes og administreres af Forsvarsministeriet.
Christiansø Sogn dækker Ertholmene, og Christiansø Kirke er øernes eneste.
Christiansø var tidligere meget kendt for fiskeri, men i 2013 flyttede den sidste fisker derfra.
70.000 turister besøger årligt Christiansø og Frederiksø. Christiansø Museum ligger i Lille Tårn på Frederiksø og er både militærhistorisk museum for Christiansø Fæstning og lokalarkiv for Ertholmene.
Ruths Kryddersild er øernes eneste produktionsvirksomhed.

## Fæstningen
Christian 5. grundlagde fæstningen Christiansø i 1684. Der var op imod 450 mand i gang med fæstningsbyggeriet ledet af ingeniør Anthony Coucheron, som et af øens batterier er opkaldt efter. Granitten til byggeriet blev brudt på stedet, mens alle andre byggematerialer måtte fragtes over havet. Den 24. oktober 1808 bombarderede en engelsk flåde fæstningen, og flere fartøjer blev beskadiget. Syv mennesker døde, og 10 blev såret. I 1855 havde fæstningen mistet sin militære betydning og blev nedlagt.
Dr. Dampe sad fængslet i Ballonen fra 1825.

## Galleri
- Udsigt over lystbådehavnen mellem Christiansø og Frederiksø.
- Christiansø fæstning.
- Christiansø – Luftfoto.